# Pyrilia
Genre
Pyrilia est un genre d'oiseaux de la famille des Psittacidae. Il est constitué de sept espèces qui étaient auparavant dans le genre Pionopsitta. Elles en ont été séparées et brièvement placées dans le genre Gypopsitta. Mais comme le genre Pyrilia avait été créé pour elles avant lui, les conventions zoologiques faisaient de Gypopsitta un simple synonyme junior

## Liste des espèces
D'après la classification de référence (version 2.2, 2009) du Congrès ornithologique international (ordre phylogénique) :
- Pyrilia haematotis – Caïque à capuchon
- Pyrilia pulchra – Caïque à joues roses
- Pyrilia barrabandi – Caïque de Barraband
- Pyrilia pyrilia – Caïque de Bonaparte
- Pyrilia caica – Caïque à tête noire
- Pyrilia vulturina – Caïque vautourin
- Pyrilia aurantiocephala – Caïque chauve